# Hungry Shark Evolution
Hungry Shark Evolution es un videojuego desarrollado y distribuido por Ubisoft. Fue lanzado inicialmente el 18 de octubre  de 2012. Es el predecesor de Hungry Shark World.

## Jugabilidad
El jugador controla a un tiburón hambriento que debe alimentarse constantemente para que su salud no se reduzca a cero. Los controles de movimiento incluyen un turbo para moverse a más velocidad hasta agotar su barra de aguante.

## Características
Hungry Shark Evolution es una emocionante aventura acuática, donde se encontrarán extrañas criaturas y tesoros. El tiburón debe de comer para sobrevivir aquellas criaturas que se encuentre, subiendo de nivel al mismo tiempo, y, desbloqueando y coleccionando nuevos tiburones uno cada vez más fuerte que el anterior. Hay multiplicadores de puntos al comer muchas presas en menos tiempo. A cada tiburón también se le dan misiones, que recompensan al jugador al ser completadas. Al completarse las 8 misiones (5 para los tiburones especiales), se le dará una misión extra. También existen accesorios para el tiburón los cuales darán más puntos, dinero, etc. Se pueden encontrar tesoros hundidos, y al finalizar una partida se le dará al jugador una cantidad de monedas. dependiendo cuanto hayas comido.
También están los tiburones con poderes y habilidades especiales y  (como electrocutar, congelar, quemar, etc.) los cuales suben de nivel muy rápido, pero su evolución no se conserva al finalizar la partida. A los "tiburones especiales" no se le pueden equipar de accesorios, a diferencia de los tiburones normales. Los "tiburones evolucionados" tienen habilidades mejoradas (invocar tiburones fantasmas, convertir animales en piedra, lazar nubes tóxicas). Al evolucionar a un tiburón este subirá de tres rangos encima de otros y pueden des evolucionarse y volverán a su tiburón original. Estos pueden crecer al nivel 20 y mejorar el doble lo cual les da más ventaja que los normales.

## Tiburones jugables
El juego contiene un total de 17 tiburones jugables (más los 8 tiburones especiales y los 6 tiburones evolucionados). Cada tiburón es más grande y fuerte que el anterior.

### Tiburones comunes
- Tiburón de arrecife
- Tiburón mako
- Tiburón martillo
- Tiburón tigre
- Gran tiburón blanco
- Megalodón
- Tiburón martillo oscuro (evolución del tiburón martillo)
- Big Daddy (es un Dunkleosteus)
- Shark-khan (evolución del tiburón tigre)
- Sr. Mordiscos (es un Mosasaurio)
- Alan, Destructor de Mundos (es un extraño tiburón alienígena)
- Moby Dick (cachalote blanco de la novela del mismo nombre)
- Leo (es un Liopleurodon)
- Nessie (es un Plesiosaurio)
- Sharkjira (es un tiburón kaiju, basado en Godzilla)
- Abysshark (tiburón de las profundidades, inspirado en el demogorgon de Stranger Things)
- Kraken (Pulpo Cefalopoide)
- Magmajira (evolución de Sharkjira)
- Luminita (Narralyclyus)
- Behemoth (Bestia Kaiju)
- Sharknarok (es una serpiente marina)
- Bellhemouth

### Tiburones evolucionados
Estos tiburones son mucho más fuertes y tienen habilidades mejoradas: 
- Martillo Oscuro (Hefescualo): Tiburón Martillo
- Shark-an (Dientes de sable): Tiburón Tigre
- Lord Mordiscos (Mosasaurio evolucionado): Sr. Mordiscos
- Aaron, el Destructor (Tiburon alienígena ): Alan, Destructor de Mundos
- Magmajira (tiburón kaiju): Sharkjira
- Abismosaurio Rex (Rey del abismo): Abysshark

### Tiburones especiales
- Electrotiburón: paraliza presas con electricidad.
- Tiburón Ártico: congela presas con su aliento gélido.
- Robotiburón: puede lanzar como proyectiles las minas que come, y puede volar con sus propulsores.
- Pirotiburón: quema presas con su aliento de fuego, y puede volar.
- Natasha la Narval: usa su colmillo para empalar presas, y también puede lanzarlo como una jabalina.
- Tiburón Fantasma: es inmune a daños de animales, humanos y objetos que dañan a otros tiburones, y puede atravesar paredes.
- Escuamaleón: puede tomar las habilidades y aspecto de un Electrotiburón, Tiburón Ártico o Pirotiburón enemigo al comerlo, durante un minuto.
- Escualicántropo: se transforma en lobo, dándole más tamaño y más velocidad, además ralentiza a presas durante el frenesí lunar.

## Mascotas
A continuación se muestra la lista de mascotas:
- Bebé de Arrecife (cría del Tiburón de Arrecife)
- Bebé Mako (cría del Tiburón Mako)
- Bebé Martillo (cría del Tiburón Martillo)
- Bebé Tigre (cría del Tiburón Tigre)
- Gran Blanquito (cría del Gran Tiburón Blanco)
- Megabebé (cría del Megalodon)
- Colosín (cría de Big Daddy)
- Mordisquitos (cría de Sr. Mordiscos)
- Alan Jr. (cría de Alan, Destructor de Mundos)
- Moby Kid (cría de Moby Dick)
- La Pulga (cría de Leo)
- Nessita (cría de Nessie)
- Jira-Chan (cría de Sharkjira)
- Bebé Abisal (cría de abysshark)
- Bebé Kraken (cría de Kraken)
- Bebe Lumi (cría de Luminita)
- Bebé Boris (cría de Behemoth)
- Electrobebé (aturde prezas)
- Cría Ártica (congela prezas)
- Robobebé (lanza minas)
- Pirobebé (lanza fuego)
- Nancy (cría de Natasha la Narval)
- Bebé de Lava (inmune a explosiones y fuego)
- Bebé Payaso (revive 1 vez gratis)
- Bebé Alien (inmune a proyectiles)